# Юр'ївська сільська рада (Тарутинський район)
Ю́р'ївська сільська́ ра́да — адміністративно-територіальна одиниця та орган місцевого самоврядування в Тарутинському районі Одеської області. Адміністративний центр — село Юр'ївка.

## Перейменування
Указом Президії Верховної Ради УРСР від 14.11.1945 перейменували село Мала Пержа Юр'ївської сільради Бородінського району Ізмаїльської області на село Лугове.

## Загальні відомості
- Територія ради: 49,67 км²
- Населення ради: 1 294 особи (станом на 2001 рік)
- Територією ради протікає річка Чага

## Населені пункти
Сільській раді підпорядковані населені пункти:
- с. Юр'ївка
- с. Богданівка
- с. Єлизаветівка

## Населення
Згідно з переписом УРСР 1989 року чисельність наявного населення сільської ради становила 2100 осіб, з яких 1010 чоловіків та 1090 жінок.
За переписом населення України 2001 року в сільській раді мешкало 1295 осіб.

### Мова
Розподіл населення за рідною мовою за даними перепису 2001 року:
| Мова       | Відсоток |
| ---------- | -------- |
| болгарська | 49,77 %  |
| українська | 24,11 %  |
| молдовська | 14,68 %  |
| російська  | 10,74 %  |
| гагаузька  | 0,23 %   |
| білоруська | 0,08 %   |
| циганська  | 0,08 %   |
| інші       | 0,31 %   |

## Склад ради
Рада складається з 16 депутатів та голови.
- Голова ради: Шульгіна Марія Дмитрівна
- Секретар ради: Раткова Світлана Павлівна

### Керівний склад попередніх скликань
| Прізвище, ім'я, по батькові | Основні відомості                                                         | Дата обрання | Дата звільнення |
| --------------------------- | ------------------------------------------------------------------------- | ------------ | --------------- |
| Волощук Василь Іванович     | Сільський голова, 1953 року народження, член Комуністичної партії України | 26.03.2006   | 31.10.2010      |
| Шульгіна Марія Дмитрівна    | Сільський голова, 1966 року народження, освіта вища, позапартійна         | 31.10.2010   |                 |

Примітка: таблиця складена за даними сайту Верховної Ради України

### Депутати
За результатами місцевих виборів 2010 року депутатами ради стали:

#### За суб'єктами висування
| Суб'єкт висування | Кількість обраних депутатів | %  |
| ----------------- | --------------------------- | -- |
| Партія регіонів   | 12                          | 75 |
| Самовисування     | 4                           | 25 |

#### За округами
| № округу        | Прізвище, ім'я, по батькові    | Дата визнання обраним | Освіта  | Партійна приналежність | Відомості про обраного депутата                                                                        |
| --------------- | ------------------------------ | --------------------- | ------- | ---------------------- | --- |
| Партія регіонів |                                |                       |         |                        | |
| 1               | Кухарська Олександра Семенівна | 02.11.2010            | середня | позапартійна           | Саратське ЦП № 33, листоноша                                                                           |
| 2               | Міхальчан Марія Опанасівна     | 02.11.2010            | вища    | позапартійна           | навчально-виховний комплекс «Загальноосвітня школа I-III ст. — дитячий заклад» с. Богданівка, вчитель  |
| 5               | Дюльгер Людмила Григорівна     | 02.11.2010            | вища    | позапартійна           | пенсіонер                                                                                              |
| 7               | Младінова Любов Андріївна      | 02.11.2010            | середня | позапартійна           | ВАТ ім. Калініна, виноградар                                                                           |
| 8               | Костов Юрій Андрійович         | 02.11.2010            | вища    | позапартійний          | ВАТ «Грона», головний агроном                                                                          |
| 9               | Кюссе Володимир Іванович       | 02.11.2010            | середня | позапартійний          | ВАТ ім. Калініна, виноградар                                                                           |
| 10              | Раткова Світлана Павлівна      | 02.11.2010            | вища    | позапартійна           | фельдшерсько-акушерський пункт с. Богданівка, фельдшер                                                 |
| 11              | Міхальчан Валерій Борисович    | 02.11.2010            | вища    | позапартійний          | навчально-виховний комплекс «Загальноосвітня школа I-III ст. — дитячий заклад» с. Богданівка, директор |
| 12              | Попов Іван Миколайович         | 02.11.2010            | вища    | позапартійний          | ВАТ ім. Калініна, головний агроном                                                                     |
| 13              | Глуган Пантелій Костянтинович  | 02.11.2010            | середня | позапартійний          | ВАТ ім. Калініна, водій                                                                                |
| 14              | Голяна Людмила Михайлівна      | 02.11.2010            | середня | позапартійна           | тимчасово не працює                                                                                    |
| 15              | Діденко Віктор Васильович      | 02.11.2010            | середня | позапартійний          | ВАТ ім. Калініна, механік                                                                              |
| Самовисування   |                                |                       |         |                        | |
| 3               | Волкова Віра Іванівна          | 02.11.2010            | вища    | позапартійна           | Бородинське СТ, зав.магазином «Оксана»                                                                 |
| 4               | Кухарський Микола Андрійович   | 02.11.2010            | середня | позапартійний          | ВАТ ім. Калініна, зав. током                                                                           |
| 6               | Панов Михайло Володимирович    | 02.11.2010            | середня | позапартійний          | фермерське господарство «Юр'ївка», голова                                                              |
| 16              | Бугаєнко Юрій Іванович         | 02.11.2010            | вища    | позапартійний          | ВАТ ім Калініна, управляючий другого відділення                                                        |